# Гекокудзьо

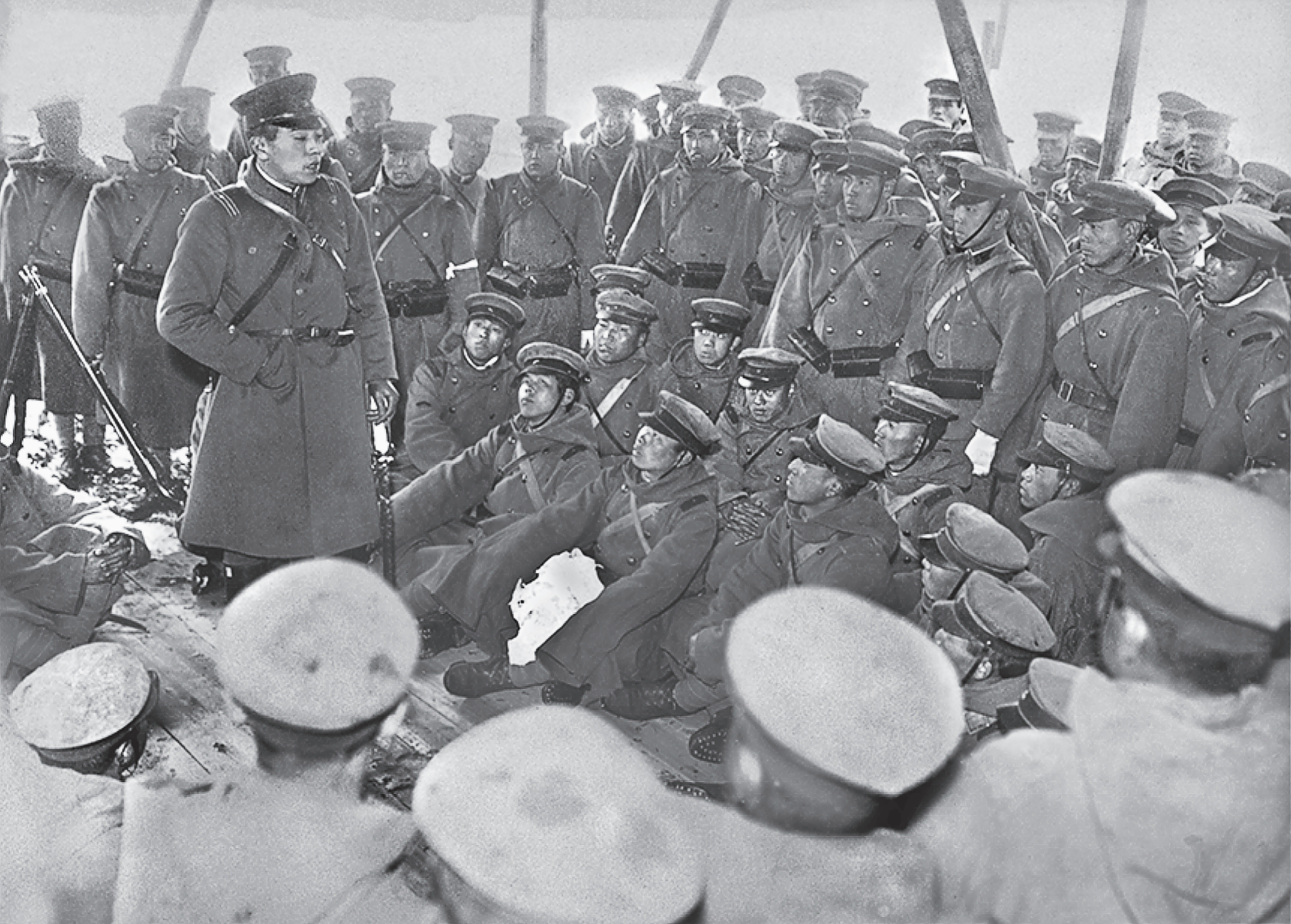
Японські війська під час інциденту 26 лютого

Гекокудзьо (яп. 下克上) — це японське слово (термін), яке стосується тих хто займаючи нижче становище, скидає когось з вищої посади, використовуючи при цьому військову чи політичну силу для захоплення влади.

## Історія
Цей термін походить від часів правління стародавньої китайської династії Суй. Він почав використовуватись ще у стародавній Японії в історичний період відомий як «період Камакура».
Випадки відомі як «Гекокудзьо» ставались ще під час періоду в історії Японії, відомого як «період Сенґоку». Через хаотичний політичний клімат епохи, Ода Нобунаґа та Тойотомі Хідейосі змогли створити запал і здобути політичну та військову владу в тогочасній Японії. У 1588 році Тойотомі Хідейосі наказав розпочати так зване «полювання за мечами», загальнонаціональну конфіскацію зброї, щоб спробувати запобігти подальшому повстанню. Після встановлення влади сьоґунату, соціальна мобільність і свобода японських солдатів і фермерів були обмежені, і щоб спробувати запобігти подальшому «гекокудзьо», Сьоґунат Едо (Токугава) прийняв конфуціанську систему соціальної стратифікації, яка розділяла всіх членів японського суспільства на окремі групи, тим самим було унеможливлено людям залишення певного соціального класу (суспільного стану).
Протягом раннього правління японського імператора Сьова (Хірохіто) акти, відомі як «гекокудзьо», повторювалися. Японська воєнна фракція «Кодоха» була відповідальною за спроби вбивства багатьох японських громадських діячів у 1920-х і 1930-х роках, у тому числі британського актора Чарлі Чапліна, але вони отримали легкі тюремні терміни, оскільки вони отримали підтримку японської громадськості. Натхненна воєнною фракцією «Кодоха» японська квантунська армія організувала так званий «Мукденський інцидент» у 1931 році, який призвів до японської інтервенції в Маньчжурію. Тогочасний британський кореспондент Х'ю Баяс описав це явище як «уряд шляхом вбивства». Масанобу Цудзі (辻 政信) був відомим прихильником екстремального «гекокудзьо» під час другої світової війни.

## В літературі
- Інцидент 26 лютого яскраво зображено як приклад гекокудзьо в оповіданні японського письменника Юкіо Місіми «Патріотизм» і служить фоном для подій оповіді.[8]